# Thomas Ebright Memorial Award
Thomas Ebright Memorial Award je každoročně udělovaná trofej v severoamerické hokejové lize AHL a je udělována za největší přínos lize.

## Držitelé
| Thomas Ebright Memorial Award - (největší přínos lize AHL) |                       |
| Sezóna                                                     | Držitel               |
| 2021/22                                                    | [[]]                  |
| 2020/21                                                    | Jon Gustafson         |
| 2019/20                                                    | David Andrews         |
| 2018/19                                                    | Todd Frederickson     |
| 2017/18                                                    | Wendell Young         |
| 2016/17                                                    | Craig Heisinger       |
| 2015/16                                                    | Jim Schoenfeld        |
| 2014/15                                                    | Michael Andlauer      |
| 2013/14                                                    | Howard Dolgon         |
| 2012/13                                                    | Jeff Barrett          |
| 2011/12                                                    | Lyman G. Bullard      |
| 2010/11                                                    | Mark Chipman          |
| 2009/10                                                    | Tom Mitchell          |
| 2008/09                                                    | Jim Mill              |
| 2007/08                                                    | Doug Yingst           |
| 2006/07                                                    | Frank Miceli          |
| 2005/06                                                    | Al Coates             |
| 2004/05                                                    | Glenn Stanford        |
| 2003/04                                                    | Roy Boe a Jack Kelley |
| 2002/03                                                    | Bill Watters          |
| 2001/02                                                    | Bruce Landon          |
| 2000/01                                                    | Bill Torrey           |
| 1999/00                                                    | Bryan Lewis           |
| 1998/99                                                    | Gordon Anziano        |
| 1997/98                                                    | Jack Butterfield      |